# Trollkammen
Der Trollkammen ist ein zerklüfteter Gebirgskamm im ostantarktischen Königin-Maud-Land. In der Gjelsvikfjella ragt er nahe der Troll-Station auf. Die Mimeneset bildet seinen westlichen Ausläufer.
Wissenschaftler des Norwegischen Polarinstituts benannten ihn 2007.